# Rosana Toledo
Maria da Conceição Toledo (Belo Horizonte, 29 de setembro de 1934 – 9 de fevereiro de 2014), mais conhecida pelo pseudônimo Rosana Toledo, foi uma cantora brasileira.